# Église Sant'Antonio in Campo Marzio
L'église Sant'Antonio in Campo Marzio, aussi connue comme église Sant'Antonio dei Portoghesi (Saint Antoine des Portugais), est un lieu de culte catholique du centre historique de Rome.
Située au cœur du rione Campo Marzio, elle est l'église nationale de la communauté portugaise à Rome.

## Histoire

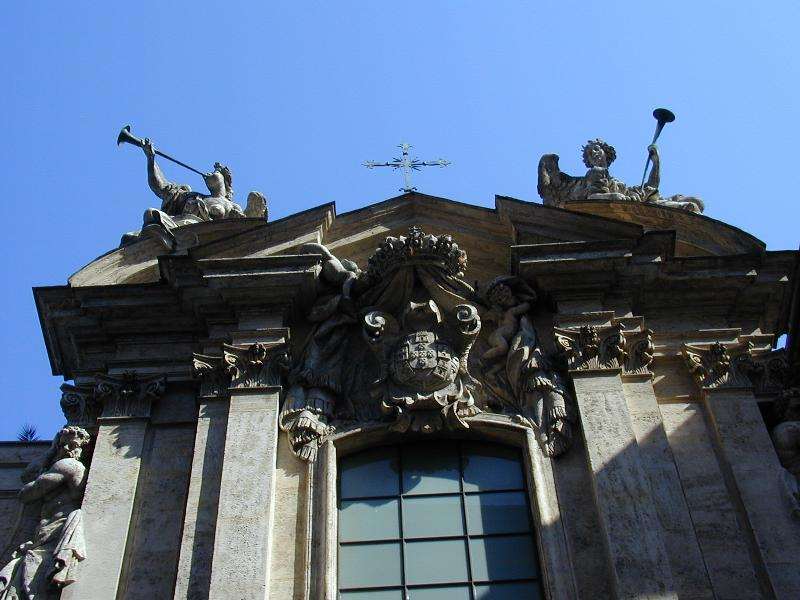
Les armoiries du Royaume du Portugal sur la façade de l'église.

L'église a été fondée en 1445 par le cardinal Antonio Martinez de Chaves, sur le site d'un hospice pour les pèlerins portugais, établi par la noble dame Guiomar de Lisbonne, avec un petit lieu de culte de la taille d'une grande cabane, dédiée à Notre-Dame de Bethléem.
La fondation a ensuite été placée sous la protection de l'ambassadeur portugais près du Saint-Siège. À la fin du XVIè siècle, l'édifice était devenu trop petit et bondé lors des célébrations liturgiques, et il était nécessaire de faire une extension de la chapelle originale. À partir de 1624, avec l'acquisition de propriétés voisines, les travaux d'élargissement ont commencé, et l'église fut terminée en 1638 par Martino Longhi le Jeune. L'église est dédiée à Saint Antoine de Padoue, qui est d'origine portugaise. D'autres travaux d'agrandissement ont été effectués en 1657 par Carlo Rainaldi et Cristoforo Schor, qui se sont occupés, respectivement, de la coupole et de l'abside avec l'autel principal.

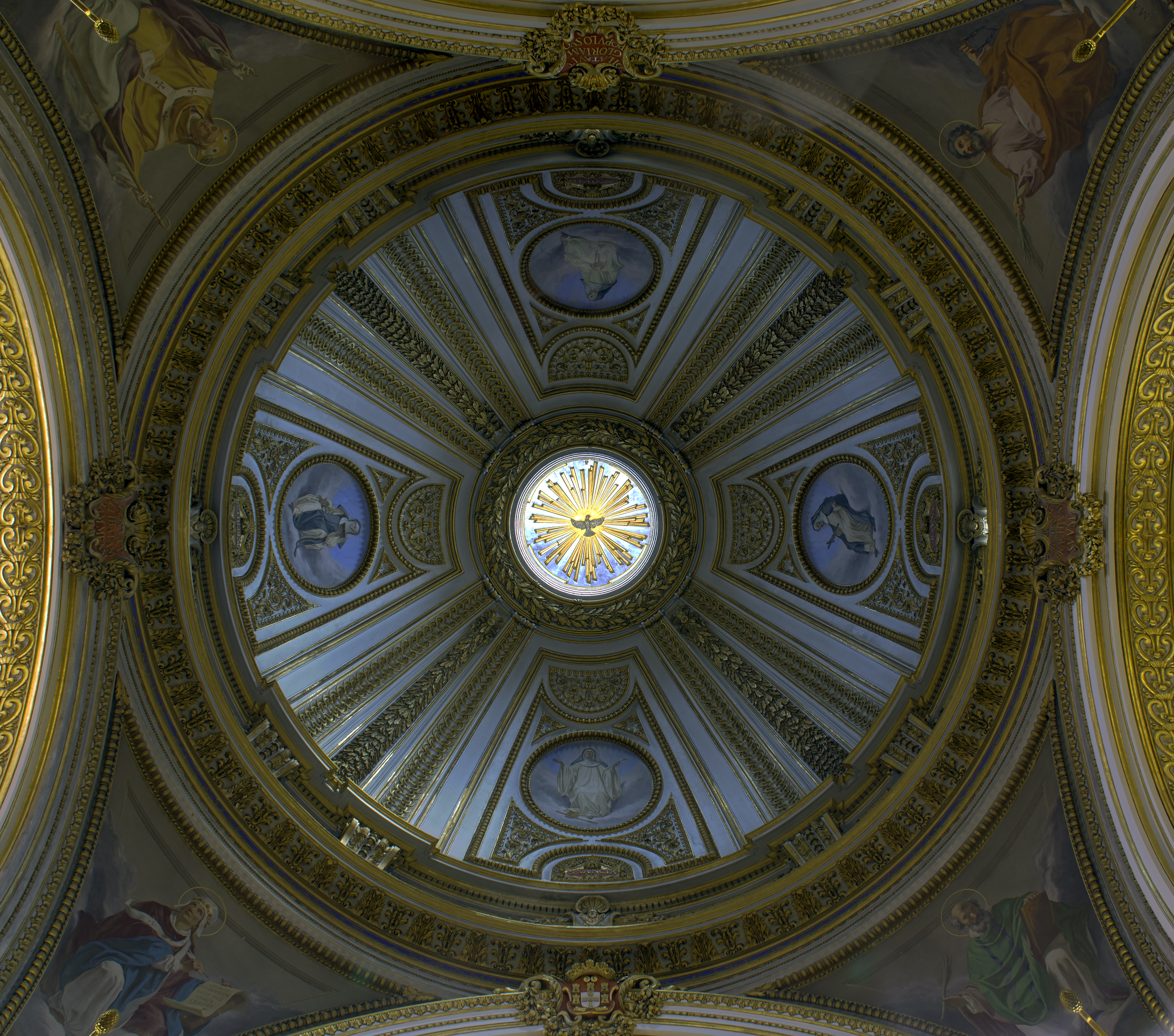
Le dôme de l'intérieur.

Plusieurs papes, dont Clément XI et Clément XIV, ont visité l'église, en grande partie pour des raisons diplomatiques, car au XVIIIe siècle, les relations entre le Saint-Siège et le Royaume du Portugal sont restées tendues. 
Après l'occupation napoléonienne de Rome, l'église et son hospice pour les pèlerins ont été fermées en 1799 et vendus aux enchères. Les biens sont revenus au gouvernement portugais en 1814, et l'église a été soumise à un délicat travail de restauration, puis a rouvert ses portes en 1842.
En 1873, l'architecte Francesco Vespignani fait des travaux de rénovation de la structure, concevant les vitraux et la décoration de l'intérieur de la coupole.
L'église a été sous le patronage direct du gouvernement du Portugal jusqu'en 1910, lors de l'éclatement de la révolution (qui était anti-cléricale), imposant le renoncement de cette prérogative. L'hospice des pèlerins original a ensuite été converti en un collège, l'actuel Institut portugais de Saint-Antoine à Rome (IPSAR), qui gère également l'église.

## Architecture

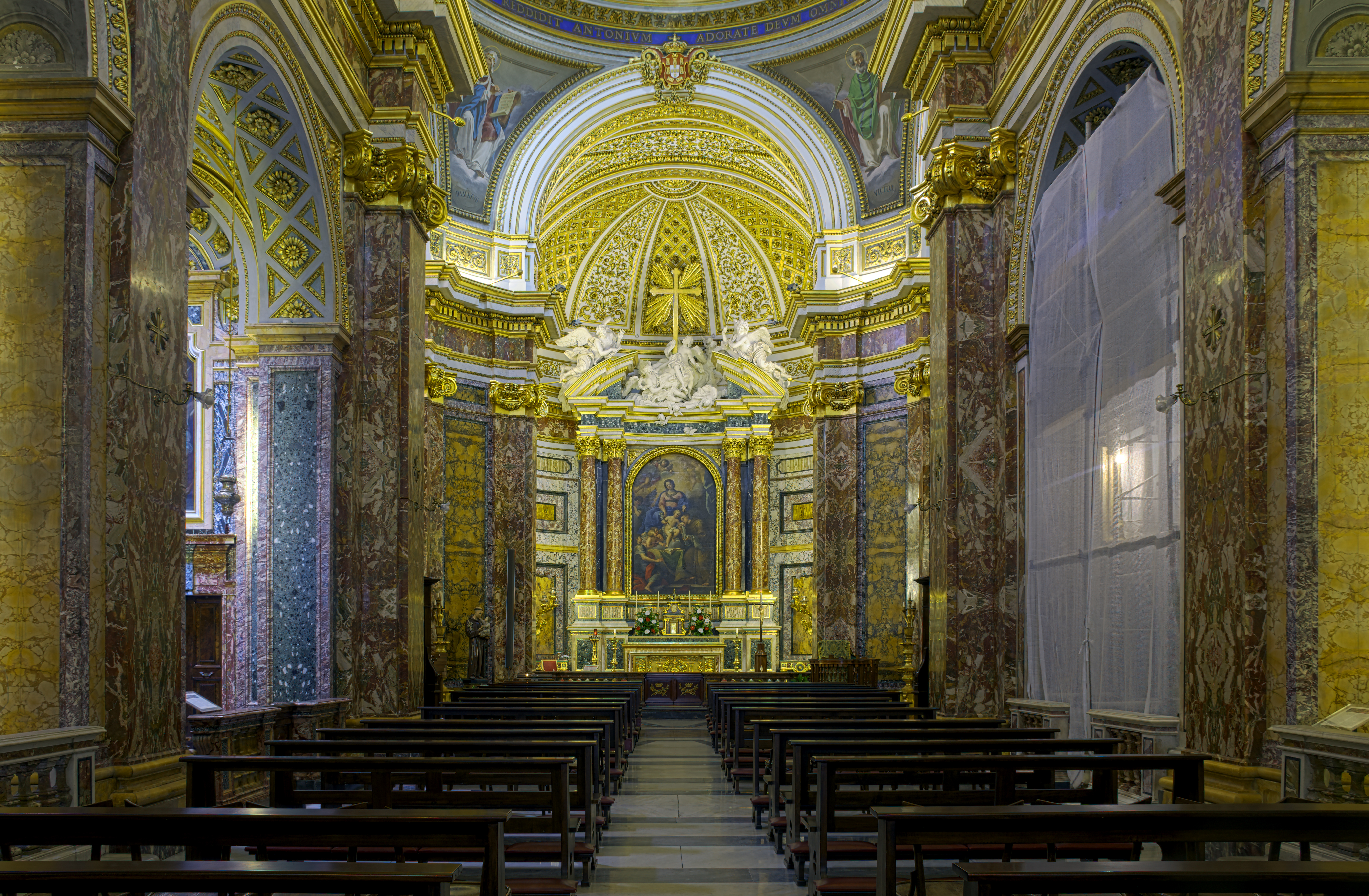
L'intérieur.

De l'extérieur, l'église semble plutôt étroite, mais présente une riche façade monumentale d'époque baroque de Martino Longhi le Jeune (1638). L'intérieur est également très décoré, ce qui permet de donner une impression de richesse et de splendeur, en dépit de la petite taille de l'édifice. À l'intérieur, elle conserve notamment une table à fond d'or d'Antoniazzo Romano, les toiles du peintre Antonio Concioli l'Adoration des Mages, la Nativité et le Repos durant la fuite en Egypte (les deux datant de 1782), et le Monument De Souza d'Antonio Canova (1808). Le transept a été décoré par Luigi Vanvitelli.
En 2008, est installé le grand orgue Mascioni, avec quatre claviers et 47 registres, élargi en 2015-2016, et porté à 60 registres sur cinq claviers et pédales.

### Chapelle de Saint-Jean-le-Baptiste

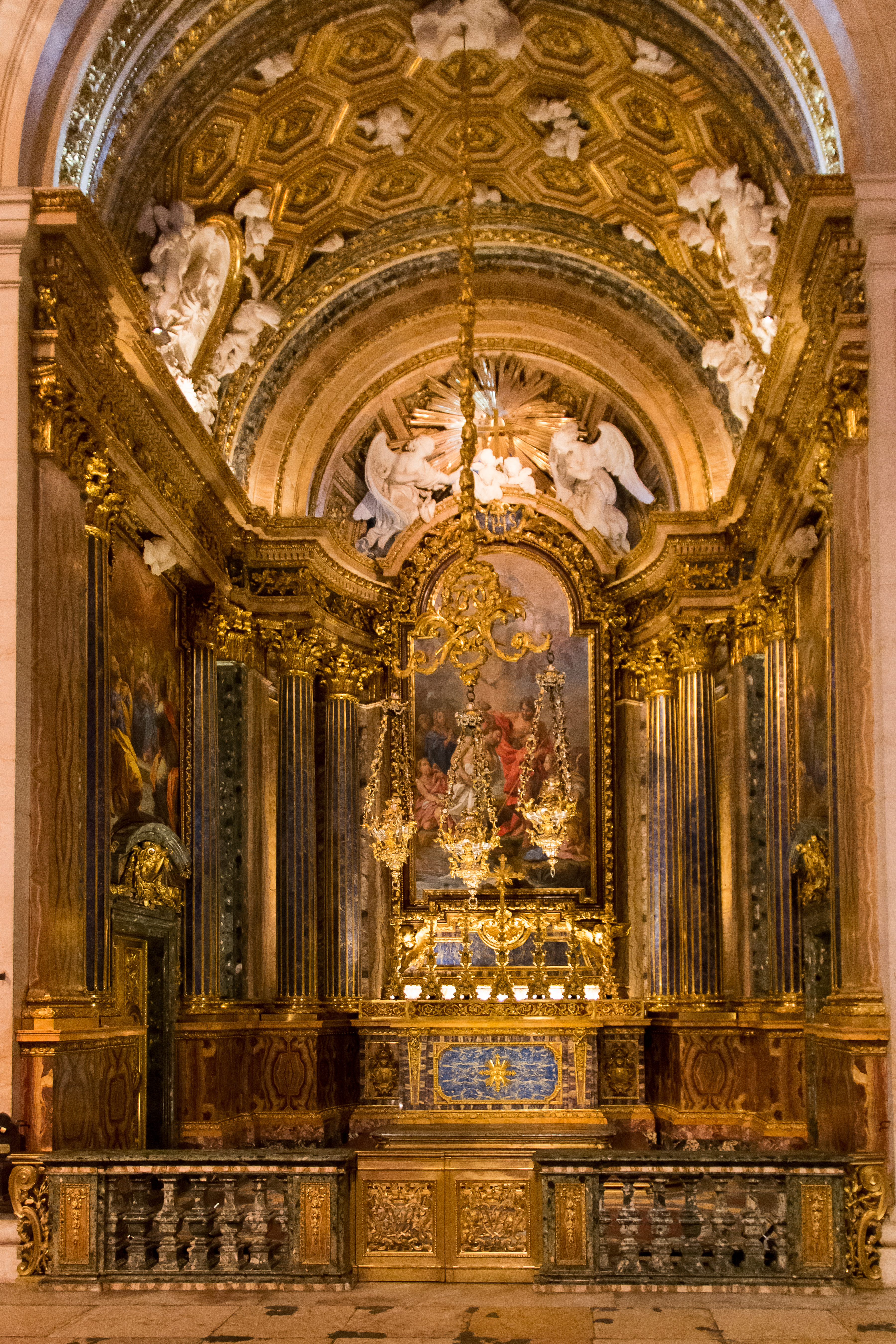
La chapelle de Saint-Jean-le-Baptiste, assemblée dans l'église de Sant'Antonio dei Portoghesi à Rome, puis démontée et remontée dans celle de San Rocco à Lisbonne où elle se trouve encore aujourd'hui.

En 1740 le roi Jean V de Portugal a donné comme mission à l'ambassade du Portugal à Rome d'embellir le principal lieu de culte national avec une œuvre éblouissante d'or et de marbres précieux, vrai bijou du baroque tardif.
En 1742, l'œuvre a commencé à prendre forme grâce à la supervision d'une équipe dirigée par Nicola Salvi et Luigi Vanvitelli. Toujours sur la volonté du roi du Portugal, il voulait que l'église fut consacrée par le pape, admirée par le peuple, puis ramenée au Portugal pour être remontée. La chapelle, en fait, a été bénie par le pape Benoît XIV en 1744 bien que le travail de décoration ait continué jusqu'en 1747.
La structure, démontée et sectionnée, a été ensuite envoyée à Lisbonne par trois navires, et remontée dans l'église de la ville de San Rocco, où elle se trouve aujourd'hui encore.